# I. Jagdkorps
La I. Jagdkorps  (1er corps de chasse aérienne) a été l'un des principaux corps de la Luftwaffe allemande durant la Seconde Guerre mondiale.

## Création et différentes dénominations
Ce corps a été formé le 15 septembre 1943 à Zeist, à partir de la XII. Fliegerkorps. Le I. Jagdkorps a été dissous le 26 janvier 1945, et ses fonctions ont été reprises par le IX.(J) Fliegerkorps.

## Commandement

Drapeau du chef du Jagdkorps

| Début             | Fin              | Grade           | Nom                         |
| ----------------- | ---------------- | --------------- | --------------------------- |
| 15 septembre 1943 | 30 novembre 1944 | Generalleutnant | Josef Schmid (de)           |
| 30 novembre 1944  | 26 janvier 1945  | Generalleutnant | Joachim-Friedrich Huth (en) |

## Chef d'état-major
| Début           | Fin             | Grade  | Nom        |
| --------------- | --------------- | ------ | ---------- |
| ?               | ?               | ?      | ?          |
| 7 décembre 1944 | 26 janvier 1945 | Oberst | Erich Bode |

## Quartier Général
Le Quartier Général se déplace suivant l'avancement du front.
| Début             | Fin             | Ville            |
| ----------------- | --------------- | ---------------- |
| 15 septembre 1943 | Mars 1944       | Zeist            |
| Mars 1944         | 15 octobre 1944 | Brunswick-Querum |
| 15 octobre 1944   | 26 janvier 1945 | Treuenbrietzen   |

## Rattachement
| 15 septembre 1943 - ?               |  | Luftwaffenbefehlshaber Mitte |
| 26 septembre 1944 - 26 janvier 1945 |  | Luftflotte Reich             |

## Unités subordonnées
- Verbindungsstaffel/I. Jagdkorps : Août 1944 - Janvier 1945
- 1. Jagd-Division : 15 septembre 1943 - 26 janvier 1945
- 2. Jagd-Division : 15 septembre 1943 - 26 janvier 1945
- 3. Jagd-Division : 15 septembre 1943 - 26 janvier 1945
- 7. Jagd-Division : 15 septembre 1943 - 26 janvier 1945
- 8. Jagd-Division : 15 septembre 1943 - 26 janvier 1945
- 30. Jagd-Division : Février 1944 - 16 mars 1944
- Luftnachrichten-Regiment beim I. Jagdkorps